# Parastenopa elegans
Parastenopa elegans är en tvåvingeart som först beskrevs av Blanchard 1929.  Parastenopa elegans ingår i släktet Parastenopa och familjen borrflugor. Inga underarter finns listade i Catalogue of Life.